# 200 meter för damer i friidrott vid olympiska sommarspelen 1980
200 meter för damer vid olympiska sommarspelen 1980 i Moskva avgjordes 28-30 juli. 

## Medaljörer
| Gren      | Guld                        | Guld       | Silver                          | Silver | Brons                   | Brons |
| 200 meter | Bärbel Wöckel · Östtyskland | 22,03 (OR) | Natalja Botjina · Sovjetunionen | 22,19  | Merlene Ottey · Jamaica | 22,20 |

## Resultat
- Q innebär avancemang utifrån placering i heatet.
- q innebär avancemang utifrån total placering.
- DNS innebär att personen inte startade.
- DNF innebär att personen inte fullföljde.
- DQ innebär diskvalificering.
- NR innebär nationellt rekord.
- OR innebär olympiskt rekord.
- WR innebär världsrekord.
- WJR innebär världsrekord för juniorer
- AR innebär världsdelsrekord (area record)
- PB innebär personligt rekord.
- SB innebär säsongsbästa.
- w innebär medvind > 2,0 m/s

### Final
- Hölls onsdagen den 30 juli 1980

| Placering | Final                      | Tid   |
| --------- | -------------------------- | ----- |
|           | Bärbel Wöckel (GDR)        | 22,03 |
|           | Natalja Botjina (URS)      | 22,19 |
|           | Merlene Ottey (JAM)        | 22,20 |
| 4.        | Romy Müller (GDR)          | 22,47 |
| 5.        | Kathy Smallwood-Cook (GBR) | 22,61 |
| 6.        | Beverley Goddard (GBR)     | 22,72 |
| 7.        | Denise Boyd (AUS)          | 22,76 |
| 8.        | Sonia Lannaman (GBR)       | 22,80 |

### Semifinaler
- Hölls onsdagen den 30 juli 1980

| Placering | Heat 1                     | Tid   |
| --------- | -------------------------- | ----- |
| 1.        | Merlene Ottey (JAM)        | 22,32 |
| 2.        | Bärbel Wöckel (GDR)        | 22,54 |
| 3.        | Kathy Smallwood-Cook (GBR) | 22,65 |
| 4.        | Beverley Goddard (GBR)     | 22.73 |
| 5.        | Chantal Réga (FRA)         | 22.87 |
| 6.        | Linda Haglund (SWE)        | 23.11 |
| 7.        | Ljudmila Maslakova (URS)   | 23.27 |
| 8.        | Galina Penkova (BUL)       | 23.27 |

| Placering | Heat 2                    | Tid   |
| --------- | ------------------------- | ----- |
| 1.        | Romy Müller (GDR)         | 22,72 |
| 2.        | Natalja Botjina (URS)     | 22,75 |
| 3.        | Denise Boyd (AUS)         | 22,80 |
| 4.        | Sonia Lannaman (GBR)      | 22.82 |
| 5.        | Jackie Pusey (JAM)        | 22.90 |
| 6.        | Lilijana Panajotova (BUL) | 23.07 |
| 7.        | Raymonde Naigre (FRA)     | 23.18 |
| 8.        | Els Vader (NED)           | 23.44 |

### Kvartsfinaler
- Hölls måndagen den 28 juli 1980

| Placering | Heat 1                        | Tid   |
| --------- | ----------------------------- | ----- |
| 1.        | Kathy Smallwood-Cook (GBR)    | 22,95 |
| 2.        | Ljudmila Maslakova (URS)      | 23,24 |
| 3.        | Lilijana Panajotova (BUL)     | 23,29 |
| 4.        | Jackie Pusey (JAM)            | 23.35 |
| 5.        | Els Vader (NED)               | 23.67 |
| 6.        | Irén Orosz (HUN)              | 23.68 |
| 7.        | Karin Verguts (BEL)           | 24.00 |
| 8.        | Françoise Odette Damado (SEN) | 24.8  |

| Placering | Heat 2                  | Tid   |
| --------- | ----------------------- | ----- |
| 1.        | Merlene Ottey (JAM)     | 22,82 |
| 2.        | Bärbel Wöckel (GDR)     | 22,86 |
| 3.        | Beverley Goddard (GBR)  | 22,97 |
| 4.        | Chantal Réga (FRA)      | 23.29 |
| 5.        | Galina Penkova (BUL)    | 23.37 |
| 6.        | Rufina Ubah (NGR)       | 23.55 |
| 7.        | Marisa Masullo (ITA)    | 23.74 |
| 8.        | Brigitte Senglaub (SUI) | 23.84 |

| Placering | Heat 3                    | Tid   |
| --------- | ------------------------- | ----- |
| 1.        | Natalja Botjina (URS)     | 22,26 |
| 2.        | Romy Müller (GDR)         | 22,55 |
| 3.        | Sonia Lannaman (GBR)      | 22,84 |
| 4.        | Linda Haglund (SWE)       | 22.90 |
| 5.        | Denise Boyd (AUS)         | 22.91 |
| 6.        | Raymonde Naigre (FRA)     | 23.10 |
| 7.        | Elżbieta Stachurska (POL) | 23.11 |
| 8.        | Nzael Kyomo (TAN)         | 24.59 |